# Ficinia
Ficinia es un género de plantas herbáceas  pertenecientes a la familia de las ciperáceas.      Comprende 146 especies descritas y de estas, solo 75 aceptadas.
Son nativas de África con algunas especies en Australia y Nueva Zelanda.

## Taxonomía
El género fue descrito por Heinrich Adolph Schrader y publicado en Commentationes Societatis Regiae Scientiarum Gottingensis Recentiores 7: 143. 1832. La especie tipo es: Ficinia filiformis (Lam.) Schrad. 

## Especies seleccionadas
- Ficinia acrostachys (Steud.) C.B.Clarke in T.A.Durand & H.Schinz
- Ficinia acuminata Kunth
- Ficinia albicans Nees[5]